# Страховий випадок
Страховий випадок — подія, передбачувана договором страхування або законодавством, яка відбулась і з настанням якої виникає обов'язок страховика здійснити виплату страхової суми (страхового відшкодування) страхувальнику, застрахованій або іншій третій особі.